# Mesc sintètic
Els mescs sintètics, coneguts com a mescs blancs a la indústria del perfum, engloben un conjunt de molècules d'origen sintètic amb propietats olfactives que emulen les del mesc de cérvol o altres mescs naturals. Els mescs sintètics tenen una aroma neta, suau i dolça que no té les notes fecals dels mescs naturals i, de vegades, se'ls atribueixen notes de móra, hibisc o ambre gris. Aquests compostos són essencials en la perfumeria moderna i formen les notes base de la majoria de les fórmules de perfums. La major part, si no tot, del mesc utilitzat en perfumeria avui dia és sintètic.

## Classificació
Els mescs sintètics es poden dividir en tres classes principals: mescs nitro-aromàtics, compostos policíclics i macrocíclics. Els dos primers grups tenen amplis usos en la indústria, des dels cosmètics als detergents.

### Compostos nitro-aromàtics

Mesc cetona, un mesc nitro-aromàtic

Mitjançant la condensació de toluè amb bromur d'isobutil en presència de clorur d'alumini i una posterior nitració del producte resultant, l'any 1888 el químic alemany Albert Baur va obtenir un mesc sintètic de forma accidental, mentre intentava produir una versió millorada del TNT.
Per raons de toxicologia i mediambientals, l'ús d'alguns d'aquests compostos (com el mesc xilè) ha estat prohibit a la UE.

### Compostos policíclics

Galaxolide, un mesc policíclic

Els mescs policíclics es defineixen per l'IFRA com a ingredients amb les següents característiques olfactives i estructurals:
- La nota olfactiva predominant és de mesc
- Les seves estructures mostren variacions, però tenen en comú:
  - Un pes molecular al voltant de 250 i una fórmula molecular de 17 o 18 carbonis, 24 a 26 hidrògens i un oxigen.
  - Una estructura bicíclica aromàtica del tipus indà o tetralina, substituïda per una combinació d'un grup acetil o un anell de pirà en combinació amb grups metil, isopropil i/o t-butil.

### Compostos macrocíclics
Aquests compostos consisteixen en un anell de més de 6 carbonis.